# Nardodipace
Nardodipace je italská obec v provincii Vibo Valentia v oblasti Kalábrie.
V roce 2010 zde žilo 1 385 obyvatel.

## Sousední obce
Caulonia (RC), Fabrizia, Martone (RC), Mongiana, Pazzano (RC), Roccella Ionica (RC), Stilo (RC)